# Біотичні фактори
Біотичні фактори — форми впливу організмів один на одного, як всередині виду, так і між різними видами.
Внутрішньовидові взаємодії між особинами одного і того ж виду складаються з групового і масового ефектів і внутрішньовидової конкуренції.
Міжвидові взаємовідносини значно різноманітніші. Можливі типи комбінації відображають різні типи взаємин:
- нейтралізм (0; 0) — взаємини між організмами не приносять один одному ні шкоди, ні користі
- коменсалізм (0; +) — спільне співжиття організмів різних видів, при якому один організм використовує інший як житло і джерело живлення, але не завдає шкоди партнеру. Наприклад, деякі морські поліпи, поселяючись на великих рибах, в якості їжі використовують їх випорожнення. У шлунково-кишковому тракті людини знаходиться велика кількість бактерій і найпростіших, що харчуються залишками їжі і не завдають шкоди хазяїну.
- синойкія (квартирантство) — співжиття, при якому особина одного виду використовує особину іншого виду тільки як житло, не приносячи своєму «живому дому» ні користі, ні шкоди. Наприклад, прісноводна рибка гірчак відкладає ікринки в мантійну порожнину двостулкових молюсків. Ікринки, що розвиваються, надійно захищені раковиною молюска, але вони байдужі для господаря і не харчуються за його рахунок.
- аменсалізм (0 ;-) — це взаємини між організмами, за яких один вид пригнічує життєдіяльність іншого, але при цьому не відчуває негативного або позитивного впливу у відповідь. Наприклад, гриб пеніцил виділяє антибіотик, що вбиває бактерії.
- мутуалізм (взаємовигідний симбіоз +; +) — спільне співжиття організмів різних видів, що приносить взаємну користь. Наприклад, лишайники є симбіотичними організмами, тіло яких побудовано з водоростей і грибів. Нитки гриба постачають клітини водорості водою і мінеральними речовинами, а клітини водоростей здійснюють фотосинтез і, отже, забезпечують гіфи грибів органічними речовинами.
  - протокооперація (кооперація) — це корисні взаємини організмів, коли вони можуть існувати одне без одного, але разом їм краще. Наприклад, рак-самітник і актинія, акули і риби-прилипали.
- ресурс-експлуататор (+ ;-).
  - паразитизм — це форма антагоністичного співжиття організмів, що відносяться до різних видів, при якому один організм (паразит), оселився на тілі або в тілі іншого організму (хазяїна), харчується за його рахунок і заподіює шкоду. Хвороботворна дія паразитів складається з механічного пошкодження тканин господаря, отруєння його продуктами обміну, харчування за його рахунок. Паразитами є всі віруси, багато бактерій, гриби, найпростіші, деякі черви і членистоногі. На відміну від хижака паразит використовує свою жертву тривалий час і далеко не завжди приводить її до смерті. Нерідко разом зі смертю господаря гине і паразит. Зв'язок паразита із зовнішнім середовищем здійснюється опосередковано через організм хазяїна.
  - хижацтво — антагоністичні взаємини паразитів і хижаків зі своїми жертвами підтримують чисельність популяції одних і інших на певному відносно сталому рівні, що має велике значення у виживанні видів.
- антибіоз (- ;-). Наприклад, конкуренція — антагоністичні стосунки між організмами (видами), пов'язані боротьбою за їжу, самку, місце проживання та інші ресурси.